# Tourisme dans les Cantons-de-l'Est

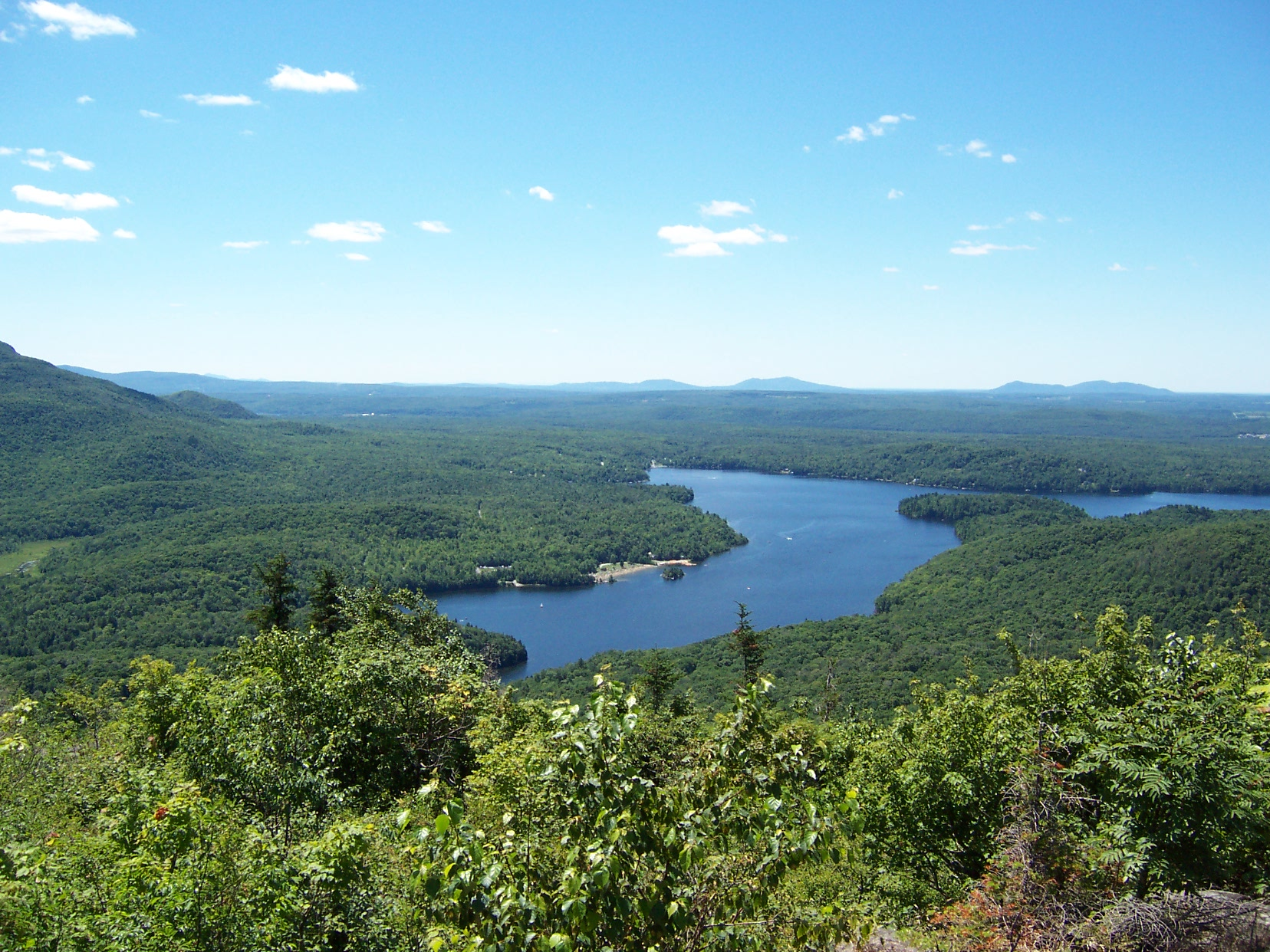
Un lac de la région touristique des Cantons-de-l'Est.

Le tourisme dans les Cantons-de-l'Est a généré des dépenses touristiques d'environ 900 M$ et la région a attiré 10 millions de visiteurs, en 2017. Cette région compte parmi les 22 régions touristiques du Québec. Elle est la troisième région la plus visitée. Ces cœurs villageois, son héritage anglo-saxon et ses paysages attirent les visiteurs et la diversité ainsi que la qualité de ces produits régionaux en font un produit touristique apprécié. On compte plus de 2000 entreprises touristiques sur le territoire, ce qui représente environ 20 000 emplois et en fait le 4e secteur économique et 4e plus gros employeur de la région. La population des Cantons-de-l'Est est composée de 92 % de francophones et de 8 % d'anglophones.

## Situation géographique
La région des Cantons-de-l'Est est formée du même territoire que la région administrative de l'Estrie ; elle est située au sud du Québec. Les Cantons-de-l'Est sont décrits par le site Bonjour Québec, comme une « Pittoresque région de villégiature et berceau de la viticulture au Québec ». Elle longe la frontière des États-Unis sur près de 300 km. Entourée par la Montérégie (au Nord-Ouest), le Centre-du-Québec (au Nord) et la région de Chaudière-Appalaches (au Nord-est).

### Sous-régions
La région touristique des Cantons-de-l'Est englobe les 9 secteurs touristiques suivants : Brome-Missisquoi, Coaticook, Des Sources, Granby et région, Haut-Saint-François, Mégantic, Memphrémagog, Sherbrooke, Val Saint-François.

## Climat
Température moyenne dans la région des Cantons-de-l'Est.
| Mois    | Minimum | Maximum |
| ------- | ------- | ------- |
| Avril   | 0 °C    | 9 °C    |
| Juillet | 13 °C   | 25 °C   |
| Octobre | 3 °C    | 12 °C   |
| Janvier | -15 °C  | -5 °C   |

## Histoire du tourisme dans cette région
Les premiers touristes à visiter cette région, sont des chasseurs et des pêcheurs. Quelques années plus tard, en raison de la pêche excessive, ils se lancent à la recherche de nouveaux territoires riches en poissons et gibiers. Ils délaissent le territoire des Cantons-de-l’Est et laissent la place au tourisme.
Le tourisme dans la région des Cantons-de-l’Est s’est développé grâce à l’installation du chemin de fer et du bateau à vapeur. Le «P’tit train du Nord» et les bateaux à vapeur ont permis aux touristes un accès plus facile à la région. Plusieurs hôtels et activités sont offerts aux abords du Lac Memphrémagog., tels que l’escalade du mont Owl’s Head. De plus, des forfaits combinant les billets de train et de bateau à vapeur permettent au tourisme de prendre de l’expansion. En 1870, le chemin de fer permet de se rendre jusqu’au lac Massawippi. Le tourisme dans la région de North Hatley devient alors prépondérant. En 1899, on compte un achalandage de 700 touristes, majoritairement des Américains. Il en est de même pour le lac Mégantic, le lac Brome en 1879, le petit lac Magog en 1888.
À partir de 1910, le tourisme de masse dans la région est ralenti par la disparition des bateaux à vapeur, des grands hôtels et la naissance de l’automobile. De nombreux touristes, dans la région des Cantons-de-l’Est, sont de riches américains et montréalais. Dès 1850, les rives de plusieurs lacs des Cantons-de-l’Est sont la propriété des familles bourgeoises. La popularité du camping ne cesse d’augmenter avec l’apparition de l’automobile. La présence des lacs de la région attire de nombreuses familles. Bref, le tourisme de la région des Cantons-de-l’Est a continué d’évoluer. L’offre touristique s’adresse à toutes les classes sociales et à tous les goûts.

## Attractions
- Les sentiers de l'Estrie représentent le plus vieux sentier de longue randonnée au Québec. Il sillonne les vallées et les montagnes en passant par les plus beaux sommets des Appalaches avec ses 200 km en forêt. Il offre environ 140 activités pour les membres.
- Parc national de la Yamaska avec sa superficie de 12,89 km2 il retient l'attention par sa faune aquatique et terrestre.
- Parc national de Frontenac  nous fait découvrir la qualité de son milieu naturel. Plus de 200 espèces d'oiseaux et 30 espèces de mammifères ; il est un véritable oasis d'eau. Il y a également des sentiers pédestres ainsi que plusieurs variétés d'activités nautiques.
- Le Parc régional de la Gorge-de-Coaticook vous invite à voir sa passerelle suspendue de 169 m de long au-dessus d'une gorge de 50 m de profondeur.
- Musée J. Armand Bombardier est situé dans la capitale nationale de la motoneige : Valcourt. Ce musée propose une incursion dans le monde des transports sur neige ainsi que sur la vie du célèbre entrepreneur Joseph-Armand Bombardier.
- Abbaye Saint-Benoît-du-Lac  construite par des moines bénédictins à partir de 1912, l'abbaye Saint-Benoît-du-Lac domine le lac Memphrémagog avec son architecture qui vise l'harmonie des formes géométriques.
- Zoo de Granby .
- Les stations de ski : mont Orford , Bromont, Sutton & Owl's Head.

## Festivals et événements
- Festival des harmonies et orchestres symphoniques du Québec
- Festival Jeunesse Créative
- Grand tour du lac Mégantic
- Festival d'astronomie populaire du Mont-Mégantic
- Fête du Lac des Nations
- Fête des Vendanges Magog-Orford
- Festival des Gourmands d'Asbestos
- Fête nationale suisse
- Festival des traditions du monde de Sherbrooke
- Festival international de la chanson de Granby
- La Grande Coulée d'Orford

## Hébergement
En 2010, le prix moyen de l’hébergement dans la région des Cantons-de-l’Est est de 109,50 $. On a répertorié 3 802 chambres dans les Cantons-de-l’Est. Le taux d’occupation des celles-ci est de 38,1 %. Le nombre de chambres louées a augmenté de 2,9 %, en 2010.
| 2011 | 3 788 | 1 513 | 39,9 | 106,90 |
| 2010 | 3 732 | 1 413 | 37,9 | 109,40 |
| 2009 | 3 802 | 1 454 | 38,2 | 109,50 |
| 2008 | 3 681 | 1 329 | 36,1 | 114,20 |
| 2007 | 3 589 | 1 368 | 38,1 | 114,00 |
| Tourisme Québec précise que ce sont des données fournies à titre indicatif qu'il faut utiliser avec réserve. |       |       |      |        |

## Voyages
Il y a deux agences de voyages dans cette région.

## Services touristiques
- Bureau d'information touristique Memphrémagog, Aire de service de Memphrémagog
- Association des commerçants de la région de North Hatley
- etc.

## Transport
La région des Cantons-de-l’Est est accessible en avion, en train, en taxi et en autobus. Plusieurs compagnies de transport offrent ce service dans la région ou à proximité.
Compagnies de transport offrant des moyens de déplacement pour la région des Cantons-de-l’Est.
| Avion                                                     |
| --------------------------------------------------------- |
| Bromont                                                   |
| Burlington (Vermont, États-Unis)                          |
| Aéroport International Pierre-Elliott-Trudeau de Montréal |
| Saint-Hubert                                              |
| Aéroport de Sherbrooke                                    |
| Valcourt                                                  |
| Autobus                                                   |
| Asbestos                                                  |
| Granby                                                    |
| Lac-Brome                                                 |
| Lac-Mégantic                                              |
| Magog                                                     |
| Montréal Orléans Express                                  |
| Sherbrooke Limocar                                        |
| Sutton                                                    |
| Train                                                     |
| VIA Rail Canada                                           |
| Taxi                                                      |
| Magog                                                     |
| Sherbrooke                                                |
| Lac-Mégantic                                              |

## Restauration, gastronomie et produits du terroir
- Route des vins
- Les marchés publics
- etc.

## Plus beaux villages du Québec
La région touristique des Cantons-de-l'Est compte quatre de ces villages parmi Les plus beaux villages du Québec. Les villages de Knowlton (Lac-Brome), Frelighsburg, North Hatley et Stanstead en font partie.

## Routes et circuits touristiques
Les principales caractéristiques touristiques des Cantons-de-l’Est sont : la viticulture, la variété d’activités de plein-air et la conservation du patrimoine. Les Cantons-de-l’Est sont reconnus pour les trois routes touristiques qui traversent la région.
La route des sommets permet aux touristes de découvrir la région à travers deux parcs nationaux, huit montagnes, plusieurs sentiers de randonnée. La route des sommets offre aux touristes des activités de plein-air. Un autre produit touristique est aussi offert dans cette région : l’ASTROlab, la première réserve internationale de ciel étoilé, située au parc national du Mont-Mégantic. Il s’agit d’un centre d’interprétation de l’astronomie.
Le chemin des Cantons. La visite permet aux touristes d’en connaitre davantage sur le patrimoine de la région.
La route des vins traverse 9 municipalités. Le visiteur peut en apprendre sur l’art et le talent de vignerons. Sont possibles : dégustations de vins, produits du terroir, pique-niques champêtres, ateliers d’artistes, activités de plein air, restos, auberges, visite des producteurs. Le vin de glace et les vendanges tardives sont des particularités de la région.

## Lauréats régionaux des Grands Prix du tourisme
Lauréats des Grands Prix du tourisme des Cantons-de-l’Est
Activités de plein air et de loisir
- Lauréats régionaux 2013 - Parc national du Mont Mégantic
- Lauréats régionaux 2012 - Golf Château Bromont
- Lauréats régionaux 2011 - Les sentiers de l’estrie
- Lauréats régionaux 2010 - ski bromont - parc aquatique
- Lauréats nationaux et régionaux 2009 (Argent) Ski Bromont

Agrotourisme et produits régionaux
- Lauréats régionaux 2013 - Verger Champêtre
- Lauréats régionaux 2012 - Vignoble de la Bauge
- Lauréats régionaux 2011 - Verger Champêtre
- Lauréats régionaux 2010 - Vignoble la halte des pèlerins
- Lauréats régionaux 2009 - Bleu Lavande

Attractions touristiques – moins de 100 000 visiteurs
- Lauréats régionaux 2012 - Escapades Memphrémagog
- Lauréats régionaux 2011 - Musée des beaux-arts de Sherbrooke
- lauréats régionaux 2010 - Train touristique l'Orford express
- Lauréats régionaux 2009 - Train touristique l’Orford Express

Prix attractions touristiques : 100 000 visiteurs ou plus
- Lauréats régionaux 2012 - Zoo de Granby
- Lauréats régionaux 2011 - Le prix n'a pas été attribué
- Lauréats régionaux 2010 - Zoo de Granby
- Lauréats nationaux et régionaux 2009 (Argent) Zoo de Granby - Granby

Restauration – Développement touristique
- lauréats régionaux 2011 - La ruée vers Gould
- Lauréats régionaux 2010 - train touristique l'Orford express
- Lauréats régionaux 2009 - Auberge Majella

Écotourisme et tourisme d’aventure
- Lauréats régionaux 2013 - Centre d'équitation Jacques Robidas
- Lauréats régionaux 2012 - L'Association du Marais-de-la-Rivière-aux-Cerises
- Lauréats régionaux 2011 - L'auberge d'Andromède
- Lauréats régionaux 2010 - ...
- Lauréats régionaux 2009 - ...

Festivals et événements touristiques – Budget d’exploitation moins de 1 M$
- Lauréats régionaux 2013 - La Traversée Internationale du Lac Mégantic
- Lauréats régionaux 2012 - Festival des traditions du monde de Sherbrooke
- Lauréats régionaux 2011 - Festival des traditions du monde de Sherbrooke
- Lauréats régionaux 2010 - Festival des traditions du monde de Sherbrooke
- Lauréats régionaux 2009 - Fête des Vendanges Magog-Orford

Festivals et événements touristiques – Budget d’exploitation 1 M $ ou plus
- Lauréats régionaux 2013 - Festival de la chanson de Granby
- Lauréats régionaux 2012 - Fête des vendanges Magog-Orford
- Lauréats régionaux 2011 - Fête des vendanges Magog-Orford
- Lauréats régionaux 2010 - Festival international de la chanson de Granby
- Lauréats régionaux 2009 - Fête du Lac des Nations

Hébergement – Campings
- Lauréats régionaux 2011 - Domaine des cantons
- Lauréats régionaux 2010 - Complexe Baie-des-sables
- Lauréats régionaux 2009 - Camping de Compton

Hébergement – Établissement 1 à 3 étoiles
- Lauréats régionaux 2011  - Auberge des Appalaches
- Lauréats régionaux 2010 - Le Cyprès, hébergement touristique
- Lauréats régionaux 2009 - Auberge Aux 4 Saisons d’Orford

Hébergement : Établissements 4 ou 5 étoiles
- Lauréats régionaux 2010 - Estrimont Suites et Spas
- Lauréats nationaux et régionaux 2009 - Estrimont Suites et Spas – Orford (Argent)

Hébergement – Gîtes
- Lauréats régionaux 2012 - La Chocolatière d'Hatley
- Lauréats régionaux 2011 - La Chocolatière d'Hatley
- Lauréats régionaux 2010 - À l'Ancestrale B&B
- Lauréats nationaux et régionaux 2009 - La Chocolatière d'Hatley - North Hatley (Argent)

Hébergement – Pourvoiries
- Lauréats régionaux 2013 - Au Diable Vert, Station de montagne
- Lauréats régionaux 2012 - Au Diable Vert, Station de montagne
- Lauréats régionaux 2011 - Au Diable Vert, Station de montagne
- Lauréats régionaux 2010 - Au Diable Vert, Station de montagne
- Lauréats nationaux et régionaux 2009 - Au Diable Vert, Station de montagne - Glen Sutton (Argent)

Hébergement – Résidences de tourisme
- Lauréats régionaux 2011 - Les résidences de tourisme du Val-Saint-François (au balcon vert)
- Lauréats régionaux 2011 - Les résidences de tourisme du Val-Saint-François (au sous-bois d'ulverton)
- Lauréats régionaux 2010 - Entre Cimes et Racines
- Lauréats régionaux 2009 - Entre Cimes et Racines, Eastman

Services touristiques
- Lauréats régionaux 2013 - Kava Tours
- Lauréats régionaux 2012 - CLD de la MRC de Memphrémagog
- lauréats régionaux 2011 - Bureau d’information touristique du Val-Saint-François
- Lauréats régionaux 2010 - ...
- Lauréats régionaux 2009 - Maison du tourisme des Cantons-de-l’Est

Personnalité touristique
- Lauréats régionaux 2013 - Monsieur Charles Crawford
- Lauréats régionaux 2012 - Monsieur André L'Espérance
- Lauréats régionaux 2011 - ...
- Lauréats régionaux 2010 - Madame Joanne Lalumière
- Lauréats régionaux 2009 - Monsieur Henri de Coussergues

Ressources humaines - Employé touristique
- Lauréats régionaux 2012 - Madame Madeleine Ouellette
- Lauréats régionaux 2011 - ...
- Lauréats régionaux 2010 - Monsieur Jean-Marc Poirier
- Lauréats régionaux 2009 - Madame Jacqueline Nadeau

Ressources humaines - Relève touristique
- Lauréats régionaux 2010 - Madame Éloisa Giusti
- Lauréats régionaux 2009 - Monsieur Frédéric Boulva

Ressources humaines - Superviseur touristique
- Lauréats régionaux 2010 - Madame Chantal St-Pierre
- Lauréats régionaux 2009 - Madame Fanny Bluteau

Tourisme durable
- lauréats régionaux 2011 - Rose des champs
- Lauréats régionaux 2010 - Zoo de Granby
- Lauréats régionaux 2009 - Spa Eastman

Prix Spécial du Jury
- Lauréats régionaux 2012 - Musée de la nature et des sciences de Sherbrooke
- Lauréats régionaux 2011 - CLD de la MRC du Granit – route des sommets
- Lauréats régionaux 2009 - Corporation du Chemin des Cantons

## Performance touristique
Selon une étude menée par le ministère du tourisme au Québec, la région touristique des Cantons-de-l'Est est la troisième la plus visitée en termes de volume de touristes en 2010 au Québec. Elle se classe derrière Montréal et la région de Québec, avec une part total de 8,3 % du volume de touristes du marché québécois. On peut également constater que 10,1 % des visiteurs dans cette région proviennent de la province de Québec. Selon le volume des visiteurs provenant Québec, les Cantons-de-l’Est se situent toujours derrière Montréal, 13,8 %, et la région de Québec, 14,1 %. En 2010, les recettes régionales sont d’environ 650 M$ et le nombre de visiteurs s’élève à huit millions.
Volume de touristes en 2010 dans la région des Cantons-de-l’Est
| Québec             | Autres provinces canadiennes | États-Unis     | Autres pays    | Total             |
| ------------------ | ---------------------------- | -------------- | -------------- | ----------------- |
| 2 162 000 (10,1 %) | 107 000 (3,0 %)              | 72 000 (3,4 %) | 43 000 (2,3 %) | 2 384 000 (8,3 %) |

En 2009, la région des Cantons-de-l’Est enregistrait un revenu total de  541 000 millions de dollars. La durée moyenne du séjour des visiteurs est de 0,81 nuits. La moyenne des dépenses par jour est de 103,72 $ par visiteur. Le nombre de visiteurs par jour est de 2126, selon une étude de statistique Canada.
Nuitées des touristes dans la région des Cantons-de-l’Est
| Québec            | Autres provinces canadiennes | États-Unis      | Autres pays     | Total             |
| ----------------- | ---------------------------- | --------------- | --------------- | ----------------- |
| 4 974 000 (9,7 %) | 463 000 (4,1 %)              | 186 000 (2,8 %) | 282 000 (2,2 %) | 5 905 000 (7,2 %) |

Dépense des touristes dans la région des Cantons-de-l’Est.
| Québec          | Autres provinces canadiennes | États-Unis     | Autres pays    | Total           |
| --------------- | ---------------------------- | -------------- | -------------- | --------------- |
| 309 000 (8,5 %) | 40 000 (3,4 %)               | 19 000 (1,8 %) | 19 000 (1,8 %) | 388 000 (5,6 %) |

## Association touristique régionale
L’association touristique régional des Cantons-de-l’Est, aussi appelée « Tourisme Cantons-de-l’Est », a pour mission, depuis 1978, de favoriser le développement et la promotion des produits touristiques de la région sur les marchés québécois. Celle-ci regroupe 711 entreprises et organismes touristiques de la région. Le rôle de l’association est d’intervenir dans le fonctionnement démocratique, l’accueil et information touristique, le marketing et développement des marchés ainsi que dans le développement de l’offre touristique de la région.

## Lieux d'accueil et d'information touristique
La région des Cantons-de-l’Est comprend 22 bureaux d’informations ou d’accueil touristiques. Les bureaux d’informations touristiques permettent aux visiteurs de recevoir de l’information sur l’ensemble de la région, alors que le personnel des bureaux d’accueil touristiques est spécialisé dans les produits ou services offerts dans une municipalité ou un quartier en particulier.

## Personne à capacité restreinte
Tourisme Cantons-de-l’Est met tout en œuvre pour offrir des activités variées. Le marché touristique des Cantons-de-l’Est comprend plusieurs établissements dans les Cantons-de-l’Est qui sont accessibles aux personnes aux capacités physiques restreintes. Afin d’en connaître la liste et les services particuliers offerts dans les établissements des régions du Québec, consulter le site Kéroul, qui s’est donné pour mission de « rendre le tourisme et la culture accessibles aux personnes aux capacités physiques restreintes».